# Unterhürholz
Unterhürholz ist ein Ort in der Gemeinde Lindlar, Oberbergischer Kreis im Regierungsbezirk Köln in Nordrhein-Westfalen (Deutschland). 

## Lage und Beschreibung
Unterhürholz liegt westlich von Lindlar am Rand des Tales der Lindlarer Sülz. Die Nachbarorte sind Oberhürholz, Siebensiefen, Scheurenhof und Waldbruch.

## Geschichte
1487 wird Unterhürholz erstmals urkundlich in einer Darlehensliste für Herzog Wilhelm III von Berg mit der Bezeichnung „Huyrhoultze“ genannt. In der Topographia Ducatus Montani aus dem Jahre 1715 ist der Ort als Einzelgehöft verzeichnet. Die Ortsbezeichnung lautet hier „Hüerholz“. Die Karte Topographische Aufnahme der Rheinlande von 1824 zeigt den Ort auf umgrenztem Hofraum und verwendet die heute gebräuchliche Ortsbezeichnung Unterhürholz.

## Busverbindungen
Über die Haltestellen „Linde“ (Linie 335) und „Waldbruch“ (Linie 421) ist Unterhürholz an den öffentlichen Personennahverkehr angebunden.

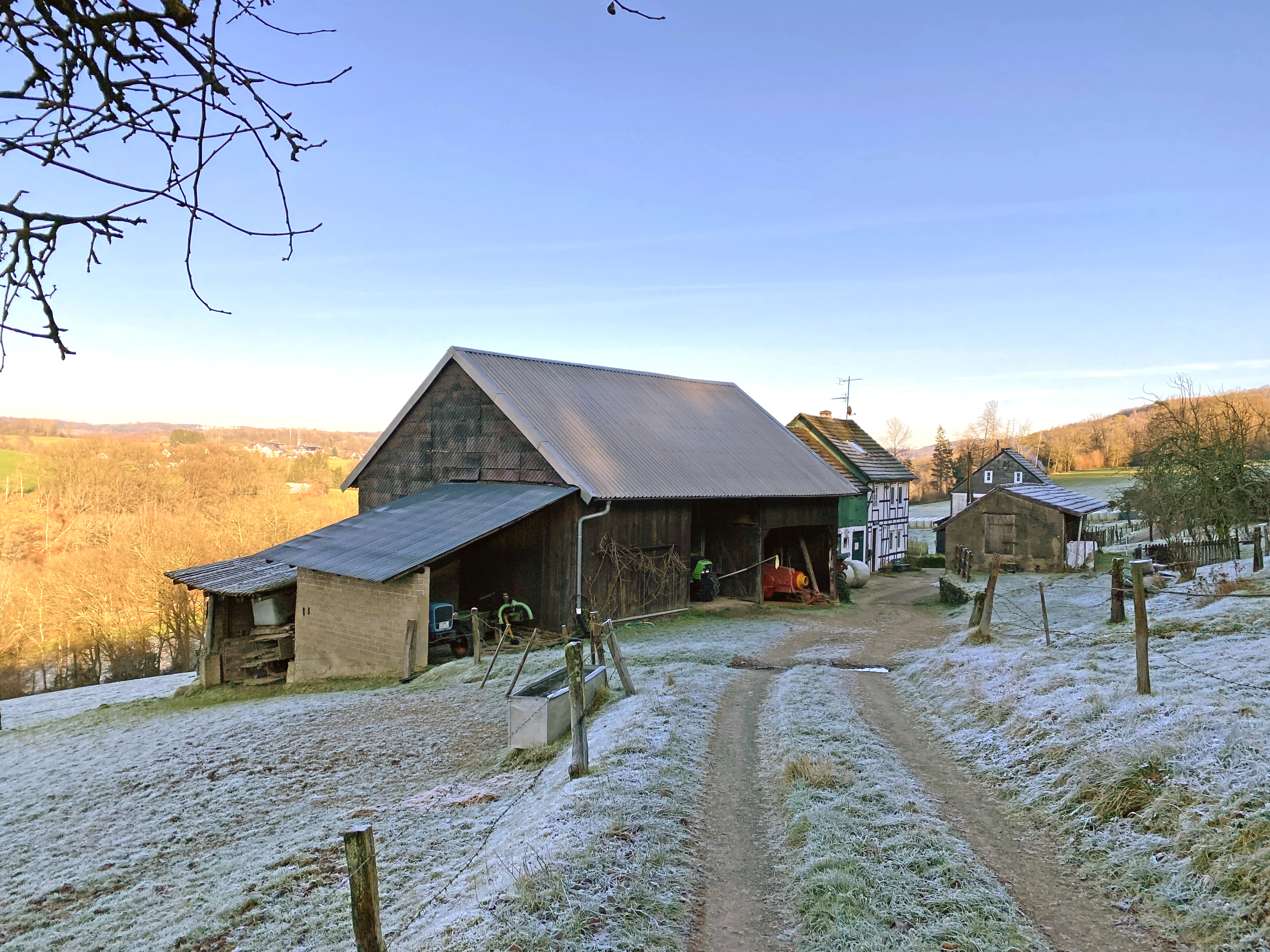
Hof Unterhürholz 8
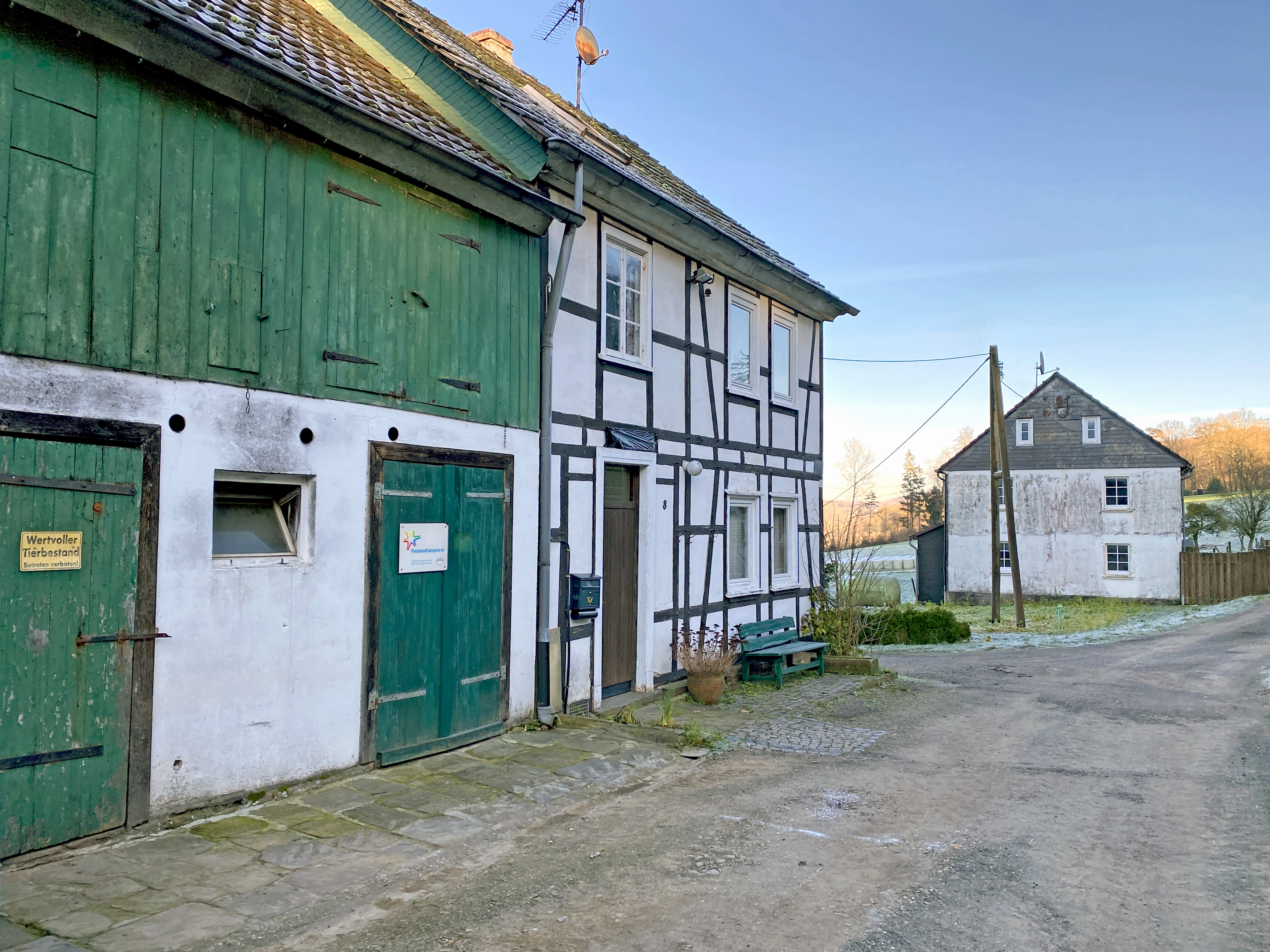
Hof Unterhürholz 8
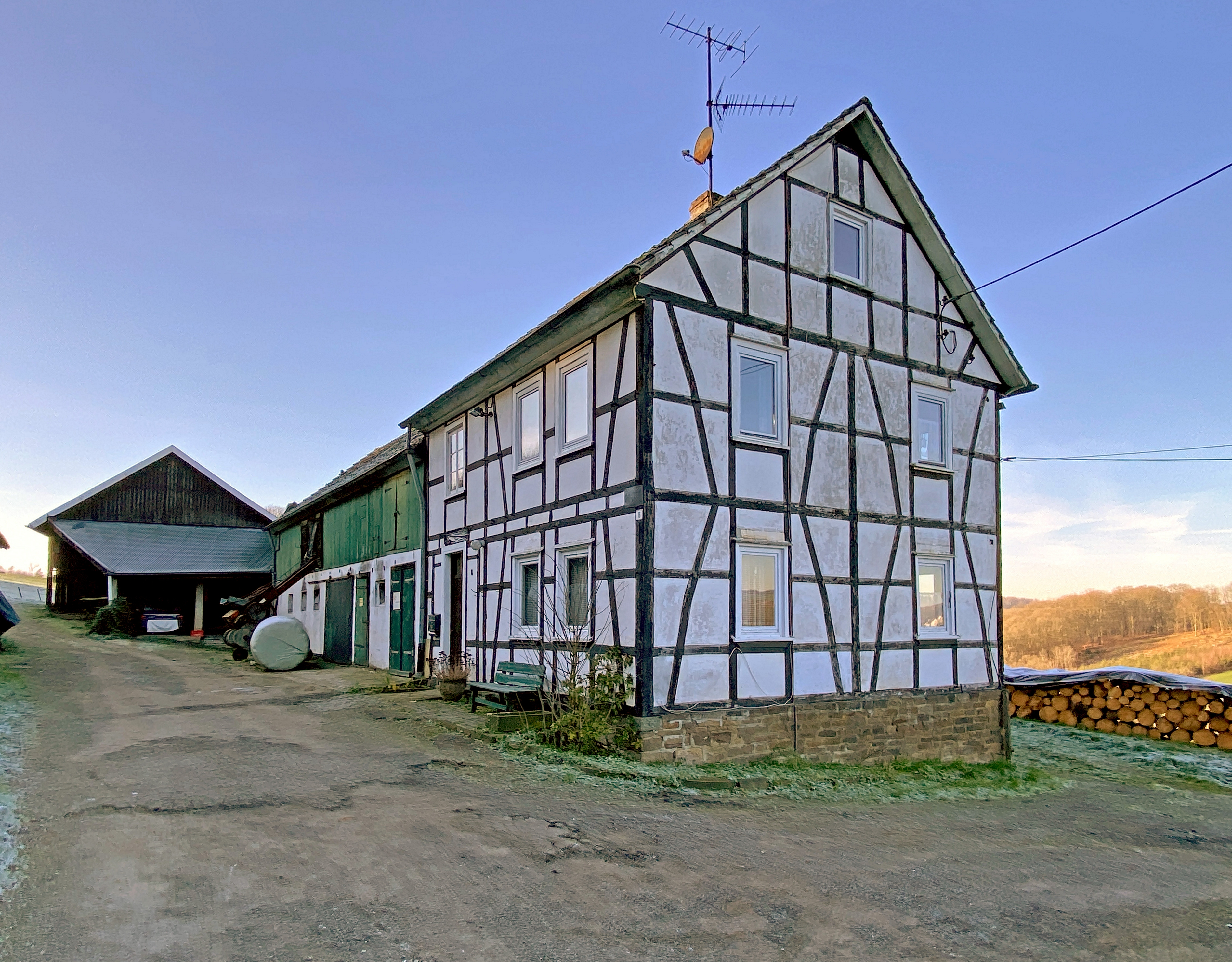
Fachwerkwohnhaus Unterhürholz 8
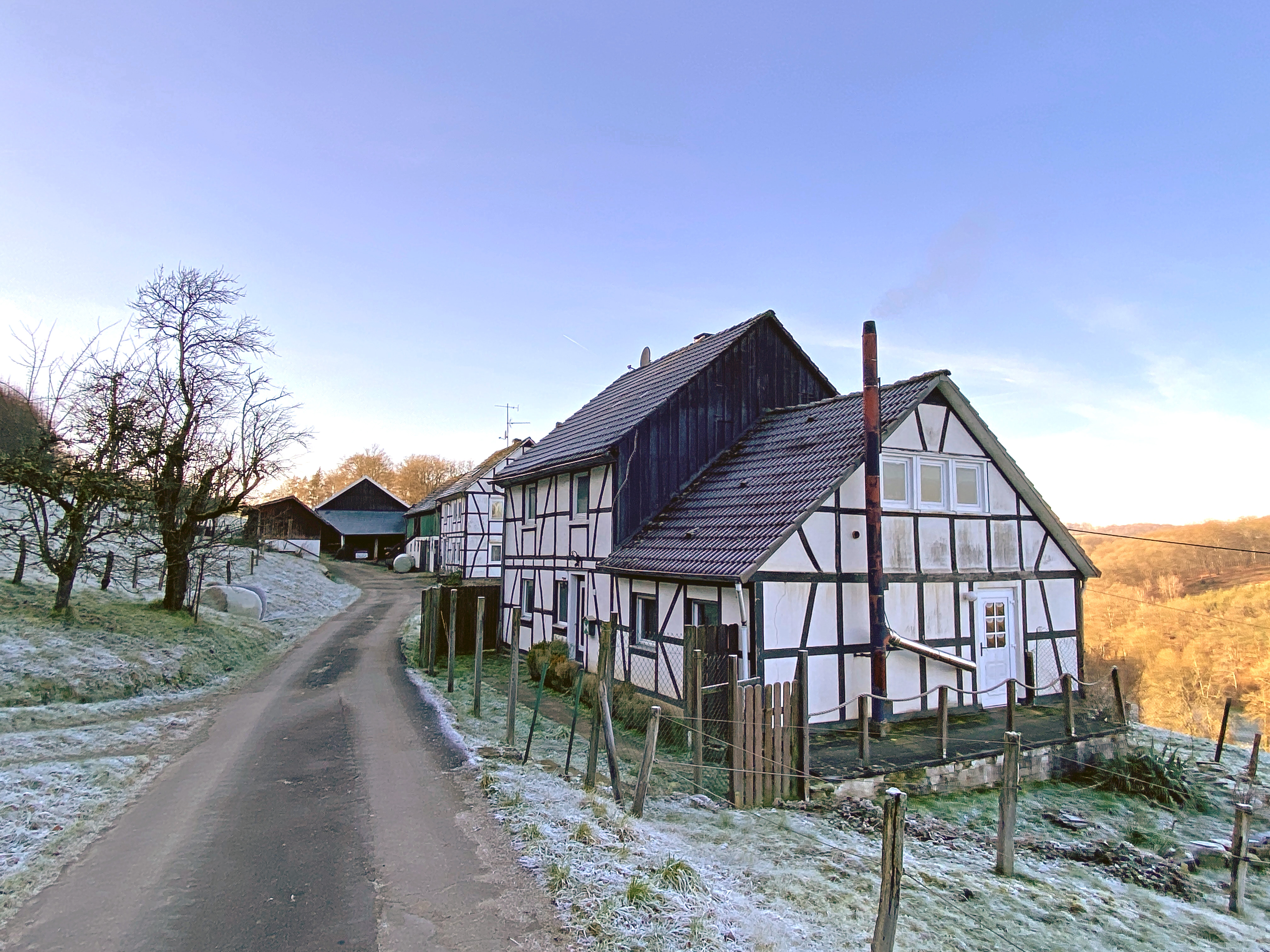
Unterhürholz 4
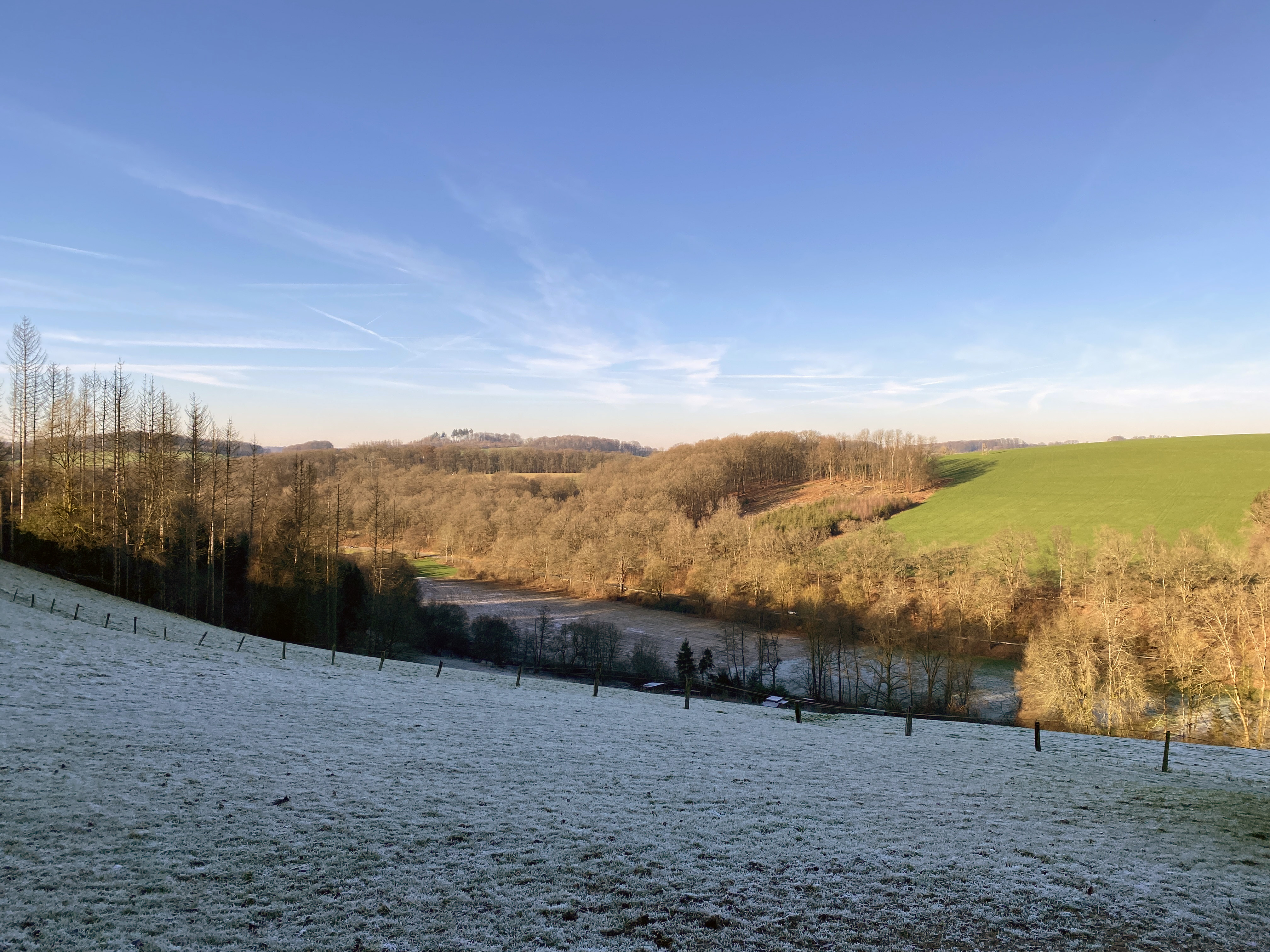
Blick von Unterhürholz in Tal der Lindlarer Sülz